# محطة عين السبع

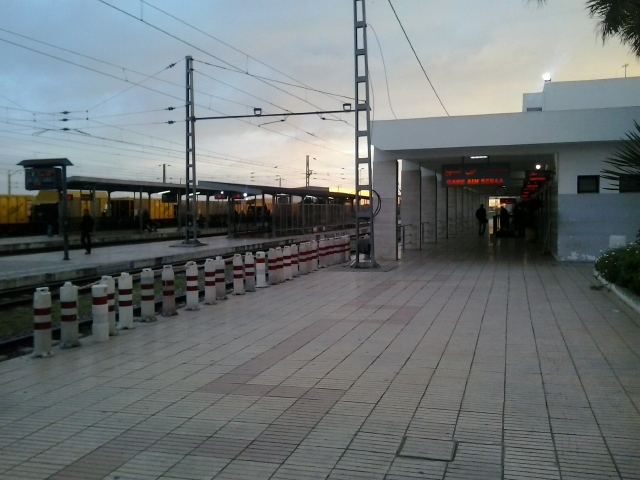
محطة عين السبع في الدار البيضاء

محطة عين السبع هي محطة قطار تابعة للمكتب الوطني للسكك الحديدية تقع في مدينة الدار البيضاء المغربية، بحي عين السبع.
هي محطة موصلة مهمة في مدينة الدار البيضاء فتوصل خط البيضاوي المحلي بخدمة القطار المكوكي السريع وخدمة الخطوط الكبيرة.